# إكوادوري لبناني
اللبنانيون الأكوادريون هم مواطنون إكوادريون من جذور لبنانية. وصل اللبنانيون إلى الإكوادور منذ أواسط القرن التاسع عشر هربا من الجوع والفقر. يسمى اللبنانيون باللغة الإكوادورية بالـ«توركوس» نسبة لتركيا على أساس أن أول الواصلون أتوا من لبنان التي كانت تحت الحكم التركي العثماني وكانوا يحملون جوازاتها. معظم المهاجرين كانوا من المسيحيين الأرثوذكس والموارنة. وعمل معظمهم بالتجارة الحرة مثل بائعي طرق بدلا من الوظائف براتب. لا يوجد عدد دقيق للجالية اللبنانية في الإكوادور. وفي تقدير لوزارة الخارجية اللبنانبة عام 1982، وضعت عدد اللبناين في الإكوادور بحدود 20,000 لبناني أما تقدرات خاصة أخرى جعلت رقمهم يصل إلى 97,500 شخص. ويتجمع اللبنانيون في مدينتي كويتو وكوياغيل وأكثرهم الكاثوليك.

## طالع
- هايتي لبناني